# Lista planetelor minore/187601–187700
Aceasta este Lista planetelor minore/187601–187700; pentru a naviga prin lista completă vezi Lista planetelor minore.
Pentru ale detalii vezi și Proiect:Astronomie sau Portal:Astronomie.
| Nume              | Denumire provizorie | Data descoperirii | Locul descoperirii   | Descoperitor(i)                                 |
| ----------------- | ------------------- | ----------------- | -------------------- | ----------------------------------------------- |
| 187601 -          | 2006 XQ25           | 12 decembrie 2006 | Mount Lemmon         | Mount Lemmon Survey⁠(d)                          |
| 187602 -          | 2006 XY27           | 13 decembrie 2006 | Mount Lemmon         | Mount Lemmon Survey                             |
| 187603 -          | 2006 XK38           | 11 decembrie 2006 | Kitt Peak            | Spacewatch                                      |
| 187604 -          | 2006 XN63           | 6 decembrie 2006  | Palomar              | NEAT                                            |
| 187605 -          | 2006 XR65           | 12 decembrie 2006 | Palomar              | NEAT                                            |
| 187606 -          | 2006 XB69           | 12 decembrie 2006 | Mount Lemmon         | Mount Lemmon Survey⁠(d)                          |
| 187607 -          | 2006 YB13           | 21 decembrie 2006 | Kitt Peak            | Spacewatch                                      |
| 187608 -          | 2006 YZ14           | 16 decembrie 2006 | Mount Lemmon         | Mount Lemmon Survey⁠(d)                          |
| 187609 -          | 2006 YX30           | 21 decembrie 2006 | Kitt Peak            | Spacewatch                                      |
| 187610 -          | 2006 YK37           | 21 decembrie 2006 | Kitt Peak            | Spacewatch                                      |
| 187611 -          | 2007 AJ1            | 8 ianuarie 2007   | Mount Lemmon         | Mount Lemmon Survey⁠(d)                          |
| 187612 -          | 2007 AN6            | 8 ianuarie 2007   | Kitt Peak            | Spacewatch                                      |
| 187613 -          | 2007 AU13           | 9 ianuarie 2007   | Mount Lemmon         | Mount Lemmon Survey⁠(d)                          |
| 187614 -          | 2007 AX14           | 10 ianuarie 2007  | Mount Lemmon         | Mount Lemmon Survey                             |
| 187615 -          | 2007 AG16           | 10 ianuarie 2007  | Kitt Peak            | Spacewatch                                      |
| 187616 -          | 2007 AK17           | 15 ianuarie 2007  | Catalina             | CSS                                             |
| 187617 -          | 2007 AE18           | 8 ianuarie 2007   | Catalina             | CSS                                             |
| 187618 -          | 2007 AM22           | 14 ianuarie 2007  | Nyukasa⁠(d)           | Nyukasa⁠(d)                                      |
| 187619 -          | 2007 AA23           | 10 ianuarie 2007  | Mount Lemmon         | Mount Lemmon Survey⁠(d)                          |
| 187620 -          | 2007 AH26           | 10 ianuarie 2007  | Kitt Peak            | Spacewatch                                      |
| 187621 -          | 2007 AY26           | 14 ianuarie 2007  | Socorro              | LINEAR                                          |
| 187622 -          | 2007 BL9            | 17 ianuarie 2007  | Palomar              | NEAT                                            |
| 187623 -          | 2007 BM10           | 17 ianuarie 2007  | Palomar              | NEAT                                            |
| 187624 -          | 2007 BH17           | 17 ianuarie 2007  | Palomar              | NEAT                                            |
| 187625 -          | 2007 BF19           | 21 ianuarie 2007  | Socorro              | LINEAR                                          |
| 187626 -          | 2007 BB22           | 24 ianuarie 2007  | Socorro              | LINEAR                                          |
| 187627 -          | 2007 BE30           | 24 ianuarie 2007  | Catalina             | CSS                                             |
| 187628 -          | 2007 BX36           | 24 ianuarie 2007  | Catalina             | CSS                                             |
| 187629 -          | 2007 BY43           | 24 ianuarie 2007  | Catalina             | CSS                                             |
| 187630 -          | 2007 BQ50           | 23 ianuarie 2007  | Anderson Mesa        | LONEOS                                          |
| 187631 -          | 2007 BS63           | 27 ianuarie 2007  | Mount Lemmon         | Mount Lemmon Survey⁠(d)                          |
| 187632 -          | 2007 BA66           | 27 ianuarie 2007  | Mount Lemmon         | Mount Lemmon Survey                             |
| 187633 -          | 2007 BG66           | 27 ianuarie 2007  | Mount Lemmon         | Mount Lemmon Survey                             |
| 187634 -          | 2007 CE             | 6 februarie 2007  | Kitt Peak            | Spacewatch                                      |
| 187635 -          | 2007 CH2            | 6 februarie 2007  | Kitt Peak            | Spacewatch                                      |
| 187636 -          | 2007 CF13           | 6 februarie 2007  | Lulin Observatory⁠(d) | H.-C. Lin⁠(d), Q.-z. Ye                          |
| 187637 -          | 2007 CC25           | 8 februarie 2007  | Catalina             | CSS                                             |
| 187638 Greenewalt | 2007 CH26           | 11 februarie 2007 | CBA-NOVAC⁠(d)         | CBA-NOVAC⁠(d)                                    |
| 187639 -          | 2007 CV28           | 6 februarie 2007  | Mount Lemmon         | Mount Lemmon Survey⁠(d)                          |
| 187640 -          | 2007 CF31           | 6 februarie 2007  | Mount Lemmon         | Mount Lemmon Survey                             |
| 187641 -          | 2007 CV36           | 6 februarie 2007  | Mount Lemmon         | Mount Lemmon Survey                             |
| 187642 -          | 2007 CP40           | 7 februarie 2007  | Kitt Peak            | Spacewatch                                      |
| 187643 -          | 2007 CU45           | 8 februarie 2007  | Palomar              | NEAT                                            |
| 187644 -          | 2007 DA1            | 16 februarie 2007 | Calvin-Rehoboth⁠(d)   | Calvin College⁠(d)                               |
| 187645 -          | 2007 DB1            | 16 februarie 2007 | Calvin-Rehoboth      | Calvin College                                  |
| 187646 -          | 2007 DB3            | 16 februarie 2007 | Catalina             | CSS                                             |
| 187647 -          | 2007 DN16           | 17 februarie 2007 | Kitt Peak            | Spacewatch                                      |
| 187648 -          | 2007 DC24           | 17 februarie 2007 | Kitt Peak            | Spacewatch                                      |
| 187649 -          | 2007 DG77           | 22 februarie 2007 | Catalina             | CSS                                             |
| 187650 -          | 2007 DA78           | 23 februarie 2007 | Catalina             | CSS                                             |
| 187651 -          | 2007 DU91           | 23 februarie 2007 | Mount Lemmon         | Mount Lemmon Survey⁠(d)                          |
| 187652 -          | 2007 EP19           | 10 martie 2007    | Mount Lemmon         | Mount Lemmon Survey                             |
| 187653 -          | 2007 EN31           | 10 martie 2007    | Kitt Peak            | Spacewatch                                      |
| 187654 -          | 2007 EQ61           | 10 martie 2007    | Kitt Peak            | Spacewatch                                      |
| 187655 -          | 2007 EZ103          | 11 martie 2007    | Mount Lemmon         | Mount Lemmon Survey⁠(d)                          |
| 187656 -          | 2007 EM107          | 11 martie 2007    | Kitt Peak            | Spacewatch                                      |
| 187657 -          | 2007 ER148          | 12 martie 2007    | Mount Lemmon         | Mount Lemmon Survey⁠(d)                          |
| 187658 -          | 2007 EV161          | 15 martie 2007    | Mount Lemmon         | Mount Lemmon Survey                             |
| 187659 -          | 2007 EN186          | 15 martie 2007    | Mount Lemmon         | Mount Lemmon Survey                             |
| 187660 -          | 2007 JE8            | 9 mai 2007        | Mount Lemmon         | Mount Lemmon Survey                             |
| 187661 -          | 2007 JG43           | 10 mai 2007       | Palomar              | M. E. Schwamb⁠(d), M. E. Brown, D. Rabinowitz⁠(d) |
| 187662 -          | 2007 JU44           | 10 mai 2007       | Mount Lemmon         | Mount Lemmon Survey⁠(d)                          |
| 187663 -          | 2007 WM20           | 18 noiembrie 2007 | Mount Lemmon         | Mount Lemmon Survey                             |
| 187664 -          | 2007 WQ52           | 20 noiembrie 2007 | Mount Lemmon         | Mount Lemmon Survey                             |
| 187665 -          | 2008 AY49           | 11 ianuarie 2008  | Kitt Peak            | Spacewatch                                      |
| 187666 -          | 2008 BM18           | 30 ianuarie 2008  | Mount Lemmon         | Mount Lemmon Survey⁠(d)                          |
| 187667 -          | 2008 BZ38           | 31 ianuarie 2008  | Mount Lemmon         | Mount Lemmon Survey                             |
| 187668 -          | 2008 BB39           | 30 ianuarie 2008  | OAM⁠(d)               | OAM⁠(d)                                          |
| 187669 -          | 2008 CK5            | 5 februarie 2008  | OAM                  | OAM                                             |
| 187670 -          | 2008 CL18           | 3 februarie 2008  | Kitt Peak            | Spacewatch                                      |
| 187671 -          | 2008 CJ37           | 2 februarie 2008  | Kitt Peak            | Spacewatch                                      |
| 187672 -          | 2008 CT41           | 2 februarie 2008  | Kitt Peak            | Spacewatch                                      |
| 187673 -          | 2008 CO70           | 9 februarie 2008  | RAS⁠(d)               | W. G. Dillon⁠(d)                                 |
| 187674 -          | 2008 CZ74           | 10 februarie 2008 | Bergisch Gladbach⁠(d) | W. Bickel⁠(d)                                    |
| 187675 -          | 2008 CN85           | 7 februarie 2008  | Kitt Peak            | Spacewatch                                      |
| 187676 -          | 2008 CG91           | 8 februarie 2008  | Kitt Peak            | Spacewatch                                      |
| 187677 -          | 2008 CF142          | 8 februarie 2008  | Kitt Peak            | Spacewatch                                      |
| 187678 -          | 2008 CS156          | 9 februarie 2008  | Kitt Peak            | Spacewatch                                      |
| 187679 Folinsbee  | 2008 DC5            | 28 februarie 2008 | RAS⁠(d)               | A. Lowe⁠(d)                                      |
| 187680 Stelck     | 2008 DE5            | 28 februarie 2008 | RAS                  | A. Lowe                                         |
| 187681 -          | 2008 DP11           | 26 februarie 2008 | Kitt Peak            | Spacewatch                                      |
| 187682 -          | 2008 DV12           | 26 februarie 2008 | Kitt Peak            | Spacewatch                                      |
| 187683 -          | 2008 DE15           | 26 februarie 2008 | Mount Lemmon         | Mount Lemmon Survey⁠(d)                          |
| 187684 -          | 2008 DW16           | 27 februarie 2008 | Mount Lemmon         | Mount Lemmon Survey                             |
| 187685 -          | 2008 DO21           | 28 februarie 2008 | Kitt Peak            | Spacewatch                                      |
| 187686 -          | 2008 DJ26           | 26 februarie 2008 | Kitt Peak            | Spacewatch                                      |
| 187687 -          | 2008 DV31           | 27 februarie 2008 | Kitt Peak            | Spacewatch                                      |
| 187688 -          | 2008 DR33           | 27 februarie 2008 | Kitt Peak            | Spacewatch                                      |
| 187689 -          | 2008 DS40           | 27 februarie 2008 | Kitt Peak            | Spacewatch                                      |
| 187690 -          | 2008 DT46           | 28 februarie 2008 | Kitt Peak            | Spacewatch                                      |
| 187691 -          | 2008 DT47           | 28 februarie 2008 | Mount Lemmon         | Mount Lemmon Survey⁠(d)                          |
| 187692 -          | 2008 DM56           | 29 februarie 2008 | Kitt Peak            | Spacewatch                                      |
| 187693 -          | 2008 DG58           | 27 februarie 2008 | Socorro              | LINEAR                                          |
| 187694 -          | 2008 DN59           | 27 februarie 2008 | Mount Lemmon         | Mount Lemmon Survey⁠(d)                          |
| 187695 -          | 2008 DP68           | 29 februarie 2008 | Kitt Peak            | Spacewatch                                      |
| 187696 -          | 2008 DU69           | 29 februarie 2008 | Kitt Peak            | Spacewatch                                      |
| 187697 -          | 2008 DZ73           | 27 februarie 2008 | Mount Lemmon         | Mount Lemmon Survey⁠(d)                          |
| 187698 -          | 2008 DM79           | 28 februarie 2008 | Catalina             | CSS                                             |
| 187699 -          | 2008 EF1            | 3 martie 2008     | Chante-Perdrix⁠(d)    | Chante-Perdrix⁠(d)                               |
| 187700 Zagreb     | 2008 EG8            | 2 martie 2008     | OAM⁠(d)               | OAM⁠(d)                                          |